# Euphorbia longinsulicola
Euphorbia longinsulicola är en törelväxtart som beskrevs av S.R.Hill. Euphorbia longinsulicola ingår i släktet törlar, och familjen törelväxter.
Artens utbredningsområde är Bahamas. Inga underarter finns listade i Catalogue of Life.